# Eduardo Carretero

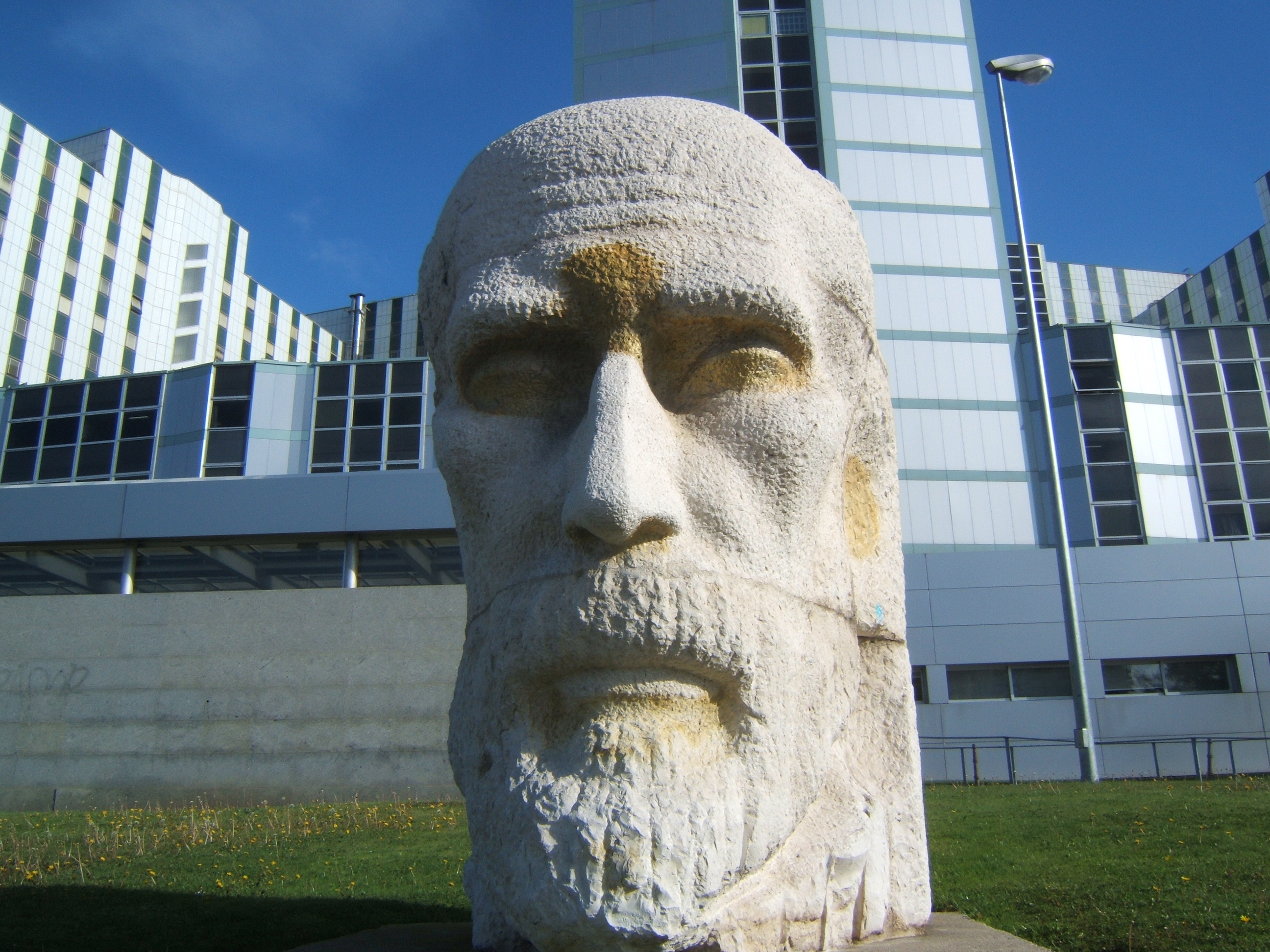
Cabeza de Santiago Ramón y Cajal, obra de Carretero en 1977. Dimensiones aproximadas: 2,40 x 2 x 3,40 metros. Se encuentra en el Hospital Ramón y Cajal de Madrid (España).

Eduardo Carretero Martín (Granada, 13 de enero de 1920 - Chinchón, 3 de octubre de 2011), fue un escultor español, considerado uno de los mejores del siglo XX cuya producción escultórica está repartida por varias localidades españolas. En 2004 recibió la Medalla de Honor de la Real Academia de Bellas Artes de Granada.

## Biografía
Hijo de empresario textil, y maestra, realizó los primeros estudios en su ciudad natal, iniciándose el arte de la escultura.
Se casó en Granada en la Basílica de Nuestra Señora de las Angustias, en la sala del camarín de la Virgen, con Isabel Roldán García, la prima pequeña de Federico García Lorca.
En el año 1947 le encargaron la ornamentación de la iglesia del Colegio Mayor Isabel la Católica de Granada, realizando las estatuas monumentales de los cuatro evangelistas en piedra de bogarre de dos metros y medio de altura.
En 1949 se trasladó a Madrid, donde se relacionó con artistas como Joaquín Rubio Camín, José Vento, Antonio Rodríguez Valdivieso, Carlos Pascual de Lara, Antonio Lago, Manuel Mampaso Bueno, José Luis Fernández del Amo, José Guerrero, Manuel Rivera, Bernardo Olmedo, Jorge Oteiza, José Manuel Caballero Bonald, José Hierro y Luis Rosales, formando parte de lo que se ha venido a llamar la Generación de la Posguerra.
A mediados del siglo XX trasladó su taller y su residencia a Chinchón.
Fue elegido el 2 de abril de 2009 académico honorario de la Real Academia de Bellas Artes de Nuestra Señora de las Angustias, en la que ingresó el 19 de mayo de 2010.

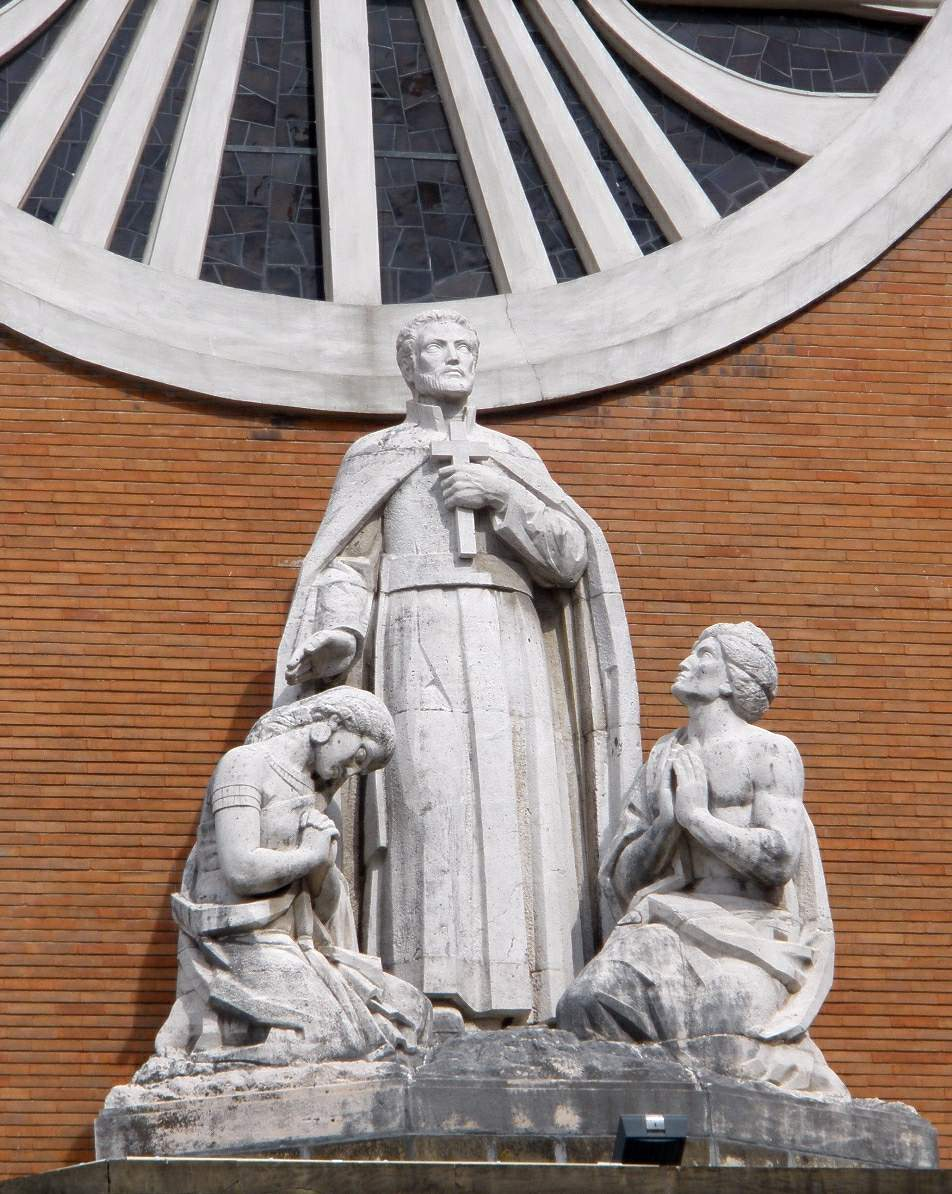
Imagen de San Francisco Javier en la fachada de su iglesia en Pamplona

## Obras
Entre sus principales obras están:

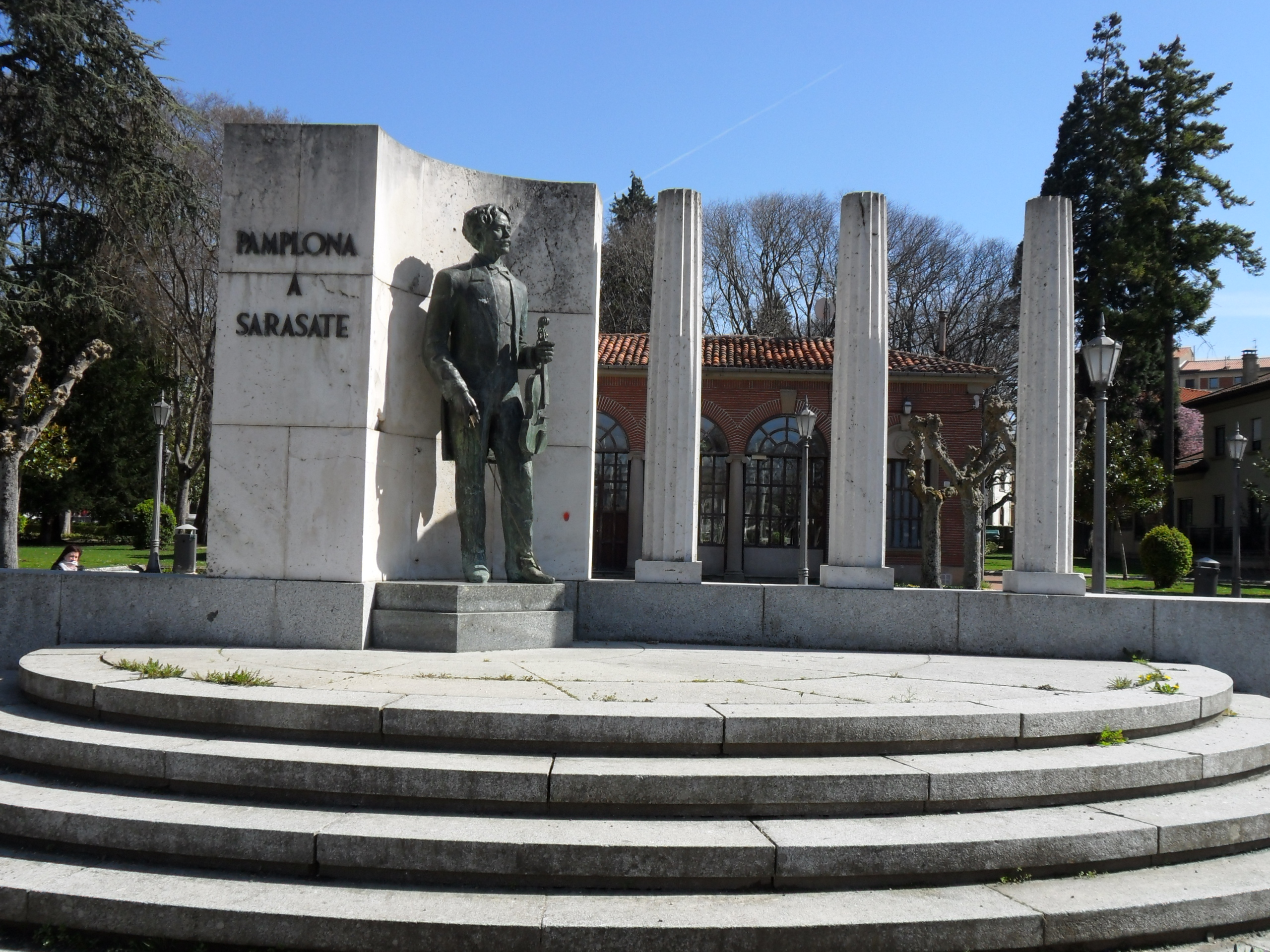
Monumento a Pablo Sarasate (1959) obra escultórica de Eduardo Carretero en el parque de la Media Luna de Pamplona, sobre un proyecto de Cándido Ayestarán (arquitecto).

- El monumento a Santiago Ramón y Cajal en el hospital que lleva su nombre en Madrid.

- Las esculturas de las iglesias de San Francisco Javier y San Enrique en Pamplona.
- Monumento a Pablo Sarasate en Pamplona, la parte escultórica sobre un proyecto del arquitecto Cándido Ayestarán.[4]
- Fachada del edificio del Instituto Nacional de Colonización en Madrid.
- Altar mayor para la Universidad Laboral de Córdoba.

Tiene además obras en diversas localidades españolas.

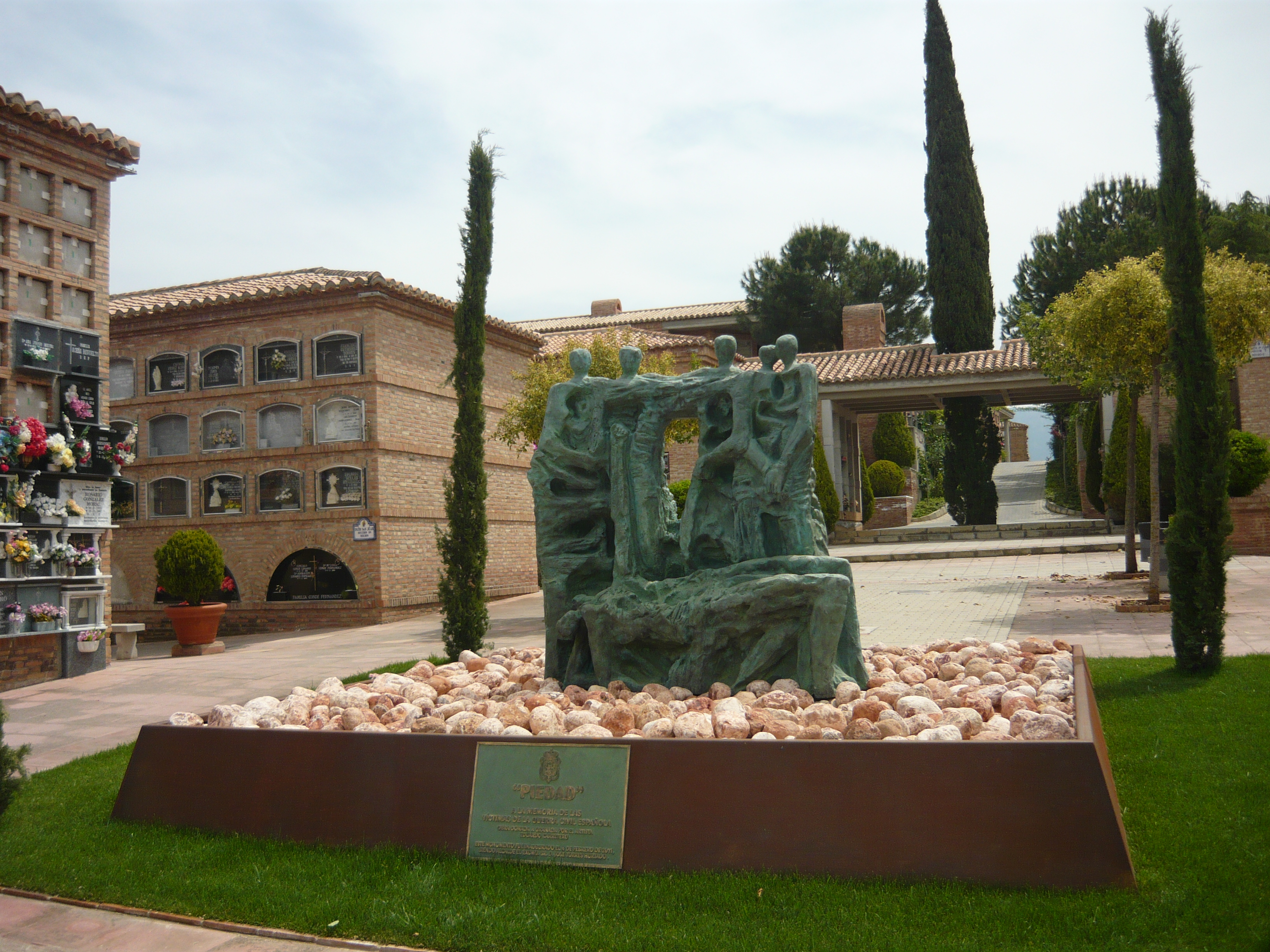
Monumento a todas las víctimas de la Guerra Civil en el Cementerio de San José de Granada. Titulado «Piedad» (evocando la obra de Miguel Ángel).

Con fecha 4 de febrero de 2011 se inauguró, con su asistencia, un monumento a todas las víctimas de la Guerra Civil en el Cementerio de San José de Granada. Se trata de un grupo escultórico con el título «Piedad» de notable fuerza y acusado lirismo.

### Retratos
Entre su amplia galería de retratos se pueden destacar los de Federico García Lorca, Pablo Picasso, Gabriel Celaya, Rafael Alberti, Joaquín Costa, Antonio Espina, Félix Huarte, Fernández Canivell, José Manuel Caballero Bonald, José Vento, Fernández de los Ríos y Mariana Pineda, retrato que le fue encargado para la sede de las Naciones Unidas de Bruselas.

## Exposiciones
Intervino, entre otras, en las siguientes exposiciones:
- Exposición colectiva de pintores y escultores granadinos organizada por el Ayuntamiento de Granada, que reunía a varios artistas comprendidos entre 1900 y 1940.
- Primera Bienal Hispano-Americana de Arte  en 1951.
- Exposición organizada por el Museo de Arte Contemporáneo de Santander, en 1952.
- En 1955 expuso en la Sala Tau.
- Exposición de arte religioso organizado por el seminario de Santa María de la Asunción, en 1956.
- Exposición sobre dibujos y grabados españoles del siglo XX en la galería Darro y en la exposición de arte sacro «Homenaje a Fra-Angelico» en la misma galería en 1960.
- Exposición en la Sala del Prado del Ateneo de Madrid en 1960.
- En 1962 participó en el «Primer Certamen Nacional de Educación y Cultura».
- En 1963 expone unos dibujos a tinta china en una exposición organizada por la Dirección General de Bellas Artes.
- En 1964 fue invitado a participar en la exposición «Escultores españoles contemporáneos» en la Feria Mundial de Nueva York (1964-1965) a la que envió su obra «Alboreá».
- En 1970 expuso en el Palacio de los Condes de Buenavista de Málaga una muestra de retratos.
- En 1971 expuso en la Caja de Ahorros de Antequera, veintiocho obras de diversos temas, estilos y materiales y participó en el Primer Festival de Arte y Cultura en Cercedilla, con Pablo Serrano, Benjamín Palencia, Vázquez Díaz, Valdivielso y Vento.
- En el año 1972 hizo una exposición individual en la Sala Santa Catalina del Ateneo de Madrid, donde presentó un total de 36 obras.
- En julio y agosto de ese mismo año participó en la primera de las exposiciones «El flamenco en el Arte Actual» celebrada en Montilla (Córdoba) invitado por su gran amigo Francisco Moreno Galván, presentando el retrato del cantaor José Menese.

- En 1973 donó su obra en madera «Pareja de Baile» para la subasta benéfica a favor del Sureste de España, organizada por el Banco de Granada bajo el patrocinio de S.A.R. la princesa de España.

- En los años siguientes siguió participando en exposiciones y muestras en diversos puntos de España, como Cádiz, Córdoba, Madrid, Vigo, Las Matas (Madrid), París,  Gijón, etc.

- En los años 1980 continuó participando en distintas muestras, como «El Arte Flamenco y el Arte actual» celebrada en la «Posada del Potro» de Córdoba y el Segundo Encuentro de Artistas Plásticos Andaluces de Granada.

- Exposición durante mayo y junio de 2008 en la Fundación Vilpomas (Granada) de obras de Eduardo Carretero Martín e Isabel Roldán García.[6]

## Distinciones
- En el año 2004 la Real Academia de Bellas Artes de Nuestra Señora de las Angustias de Granada le concedió la Medalla de Oro y en el año 2009 fue elegido académico honorario.
- Fue nombrado «hijo adoptivo» de Valderrubio (Granada) el día 27 de octubre de 2004.
- Fue nombrado «hijo adoptivo» de Chinchón (Madrid) el día 17 de mayo de 2005.
- El día 3 de febrero de 2011 le fue entregada la Medalla de Oro de la ciudad de Granada,[7] de la que fue nombrado «hijo adoptivo» en 2005.